# التهاب الشغاف
التهاب الشغاف التهاب بطانة القلب أو الشُّغَاف هو التهاب في الطبقة الداخلية للقلب، أي البطانة الداخلية.
فهو يتضمن عادة في صمامات القلب، والهياكل الأخرى التي قد تشارك وتشمل الحاجز بين البطينين، والحبل الوترية، والبطانة جدارية، أو حتى على الأجهزة داخل القلب.
ويتميز التهاب الشغاف من آفة prototypic، الغطاء النباتي، الذي هو كتلة من الصفائح الدموية، الليفين، microcolonies من الكائنات الدقيقة، وخلايا التهابية ضئيلة.
هناك عدة طرق لتصنيف التهاب الشغاف. ويستند التصنيف على المسببات: إما معدية أو غير معدية، اعتمادا على ما إذا كانت الكائنات الحية الدقيقة هي مصدر الالتهاب أو لا.
بغض النظر، ويستند تشخيص التهاب الشغاف على المظاهر السريرية والتحقيقات مثل مخطط صدى القلب، فضلا عن أي زراعة الدم مما يدل على وجود التهاب الشغاف من الكائنات الحية الدقيقة.

## التهاب الشغاف العدوائي
صمامات القلب لاتحصل على أي امدادات من الدم المخصصة لها، يمكن لآليات المناعة الدفاعية (مثل خلايا الدم البيضاء)وهي لا تصل مباشرة للصمامات عن طريق مجرى الدم. إذا كان الكائن الحي (مثل البكتيريا) وتعلقها على سطح الصمام ويشكل الغطاء، وأضعاف الاستجابة المناعية للمضيف. نقص تدفق الدم إلى الصمامات أيضاً يؤثر على العلاج، لأن العقاقير لها أيضاً صعوبة في الوصول إلى صمام المصابة.
في العادة، يتدفق الدم بسهولة من خلال هذه الصمامات. إذا كانت قد تعرضت للتلف (من الحمى الروماتيزمية، على سبيل المثال) يتم زيادة خطر التعلق البكتيري

## التهاب الشغاف اللاعدوائي
هو النوع الأكثر شيوعاً التهاب الشغاف التجلطي اللاجرثومي (NBTE), خلافا للالتهاب الشغاف، وتنبتات في NBTE صغيرة، وعقيمة،NBTE وعادة ما يحدث أثناء حالة التجلط مثل عدوى بكتيرية على نطاق واسع أو الحمل، على الرغم من أنه في بعض الأحيان في المرضى الذين يعانون من القسطرة الوريدية.ربما. NBTE تحدث أيضاً في المرضى الذين يعانون من أمراض السرطان، وخاصة غدية موسينية. وعادة ما لا يسبب الكثير من المشاكل من تلقاء نفسها، ولكن أجزاء منها قد تتقطع وتتحرم إلى القلب أو الدماغ.
ويطلق على شكل آخر من أشكال التهاب الشغاف،Libman-Sacks endocarditis، وهذا النموذج يحدث في كثير من الأحيان في المرضى الذين يعانون من الذئبة الحمامية، ويعتقد أن ذلك يعود إلى ترسب المركبات المناعية، هذا النوع ينطوي على تنبتات صغير، في حين يتكون التهاب الشغاف من تنبتات كبيرة.

## روابط خارجية
- Endocarditis
- Endocarditis, Embolic Stroke